# Klaeuwshofje
Het Klaeuwshofje is een hofje in de stad Delft, in de Nederlandse provincie Zuid-Holland. Het hofje van (tegenwoordig) 12 huizen werd in 1605 gesticht door het echtpaar Dirck en Elizabeth Uyttenhage, de eigenaren van bierbrouwerij 'de Klaeuw'. De huisjes werden bewoond door rooms-katholieke oude vrouwen.
Bij de renovatie in de jaren 60 werd van elke twee huisjes één gemaakt. De overbodige voordeuren bleven bewaard.

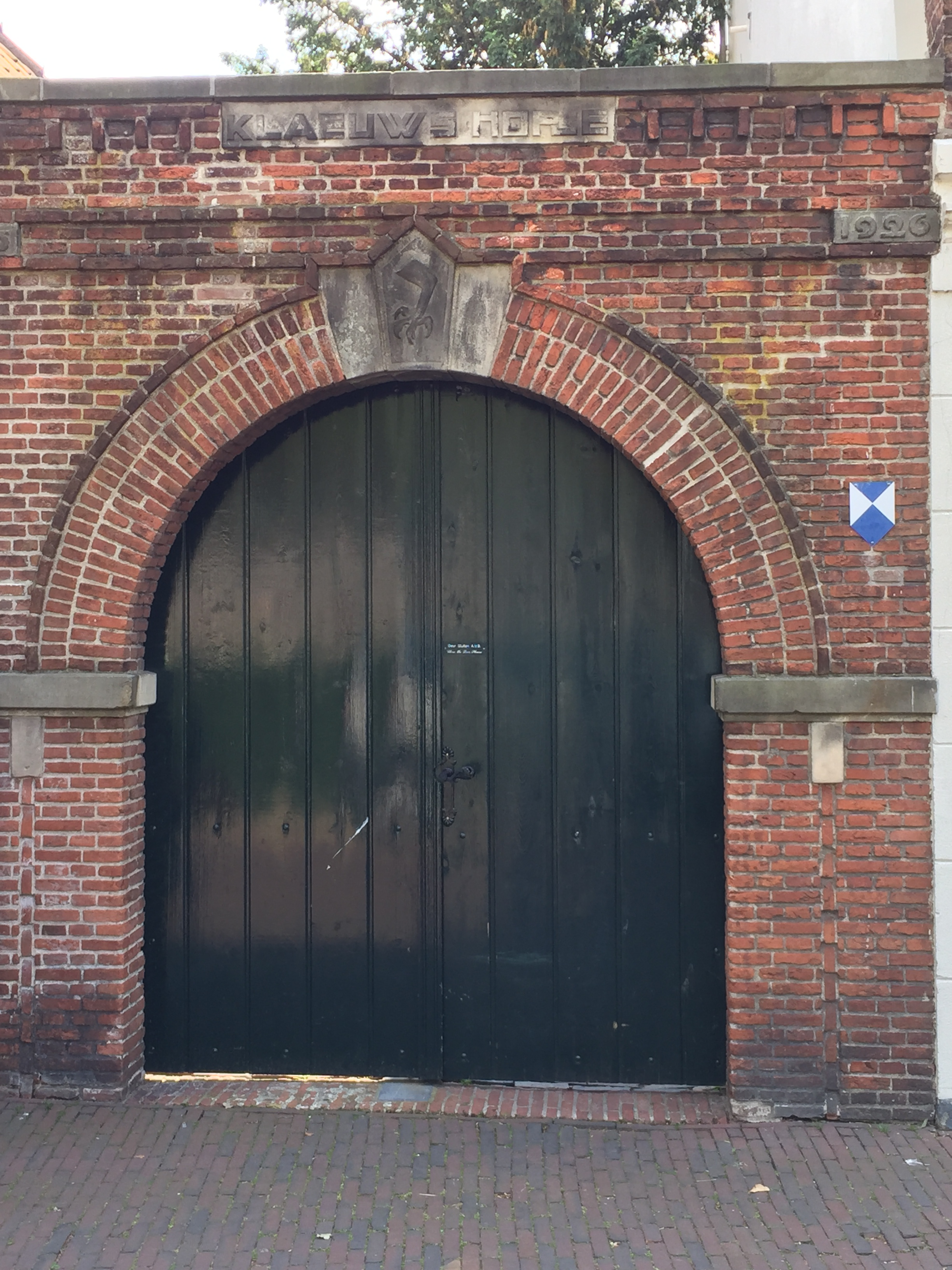
Toegangsdeur
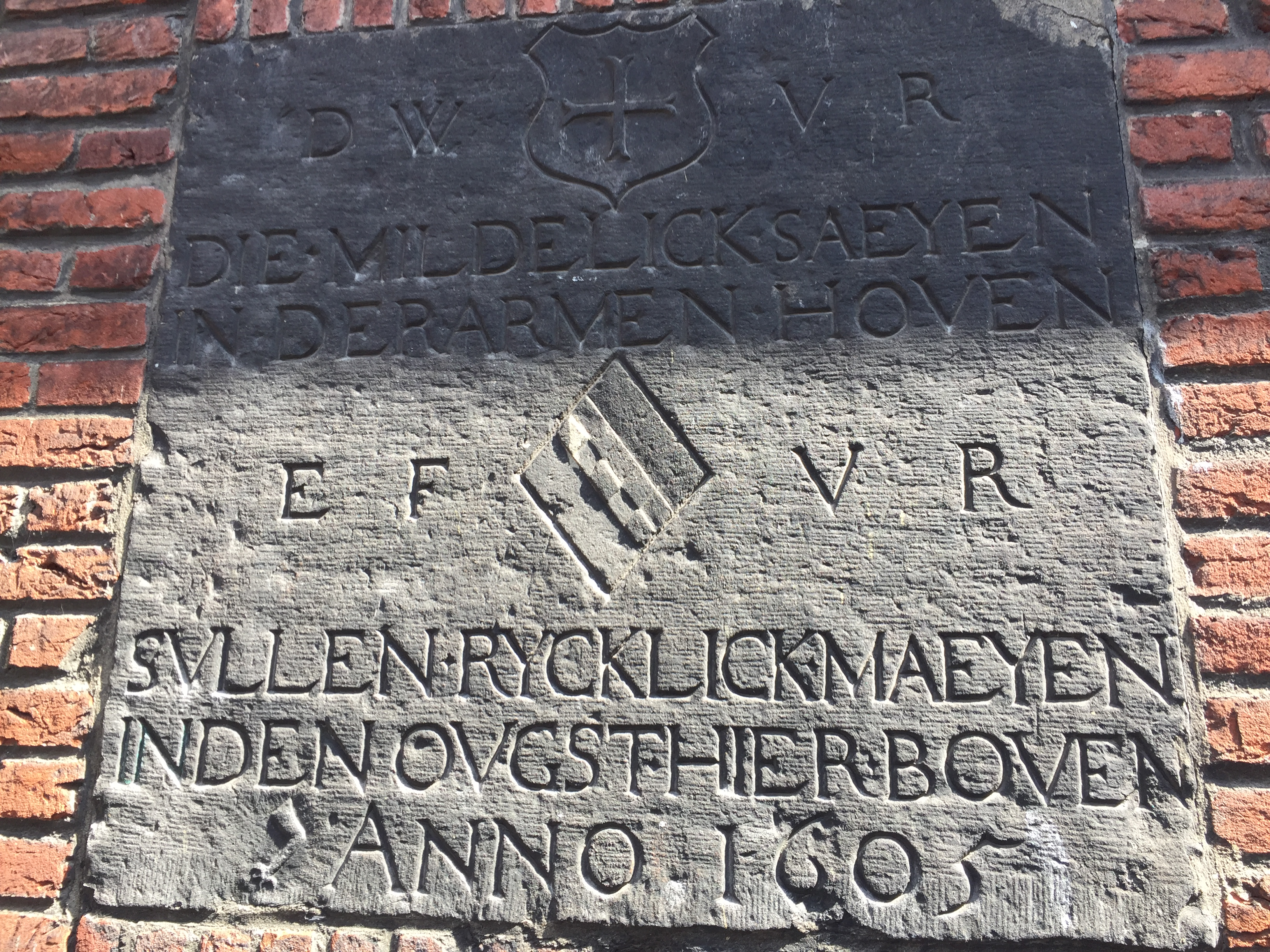
Steen 1605
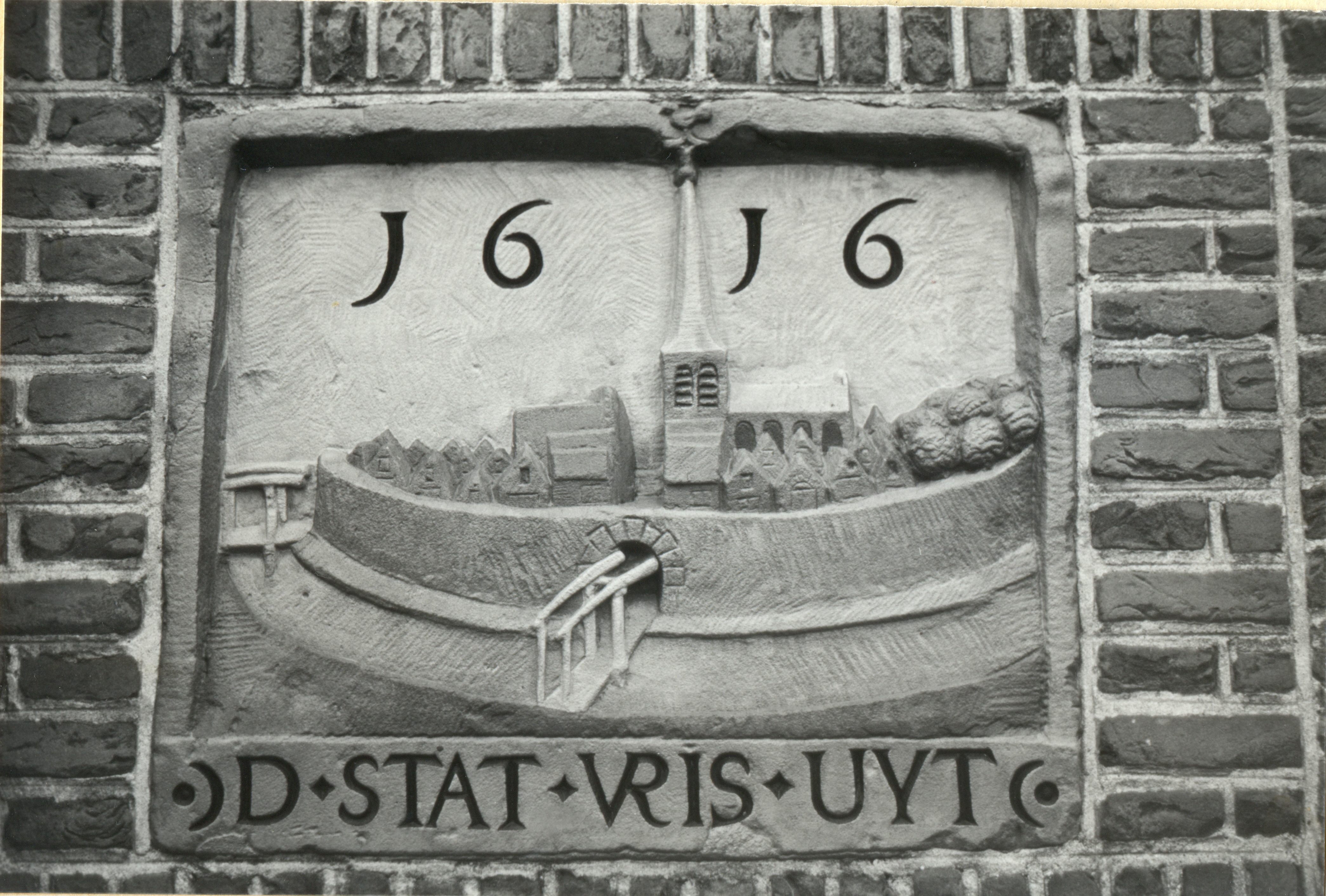
Steen 1616 met een afbeelding van Friesoythe
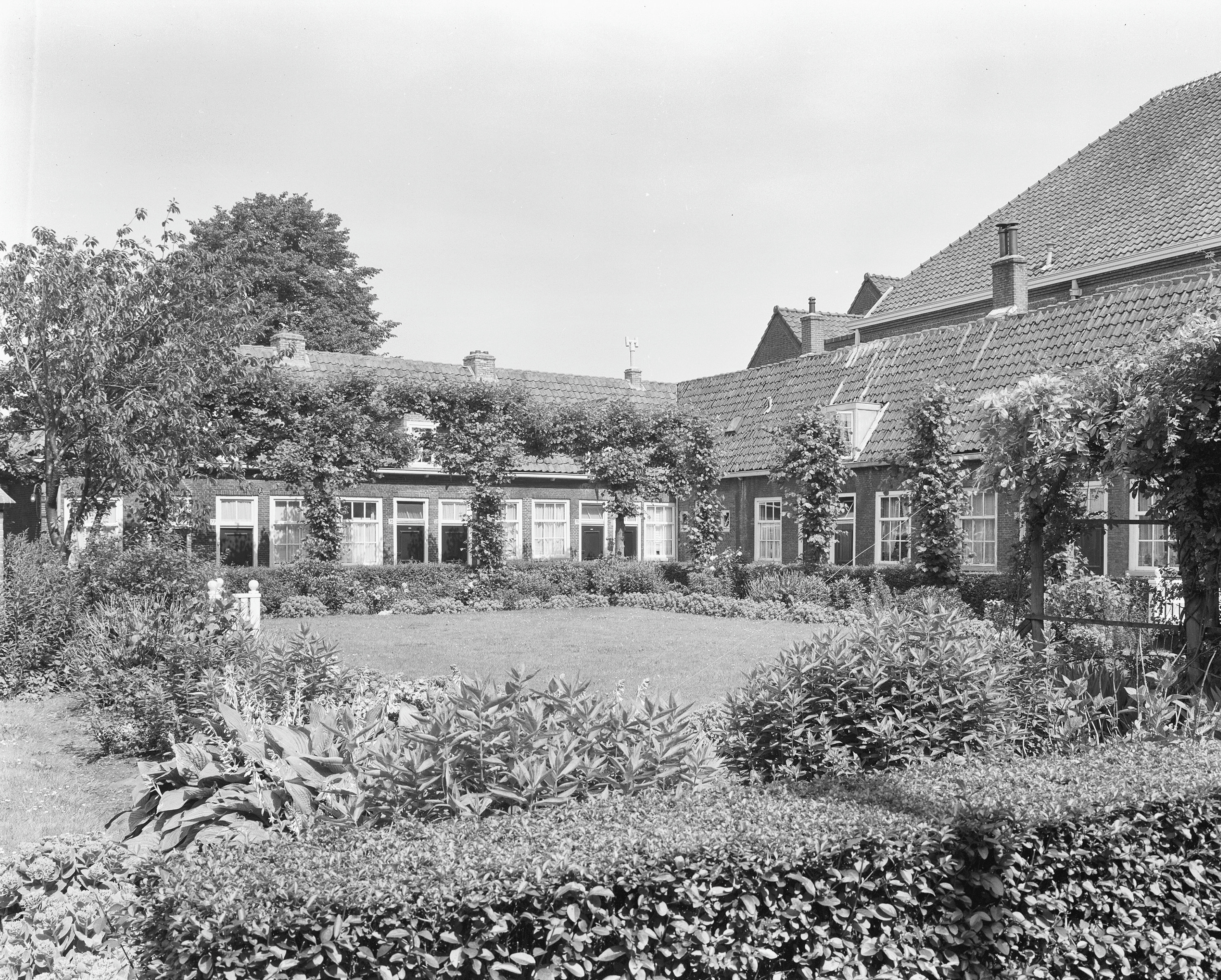
Hofje in 1966